# Enteromonadidae
Famille
Les Enteromonadidae sont une famille de protozoaires de l’ordre des Diplomonadida.

## Liste des genres
Selon BioLib (5 mars 2019) et Catalogue of Life (5 mars 2019) :
- Caviomonas Nie, 1950
- Enteromonas da Fonseca, 1915
- Trimitus Alexeieff, 1911

Selon le World Register of Marine Species (18 juin 2022) :
- Trimitus Alexeieff, 1910